# Paul Callewaert
Paul Callewaert (Lier, 28 juni 1963) is een Belgisch ziekenfondsbestuurder. Sinds 2012 is hij de Nederlandstalige algemeen secretaris van het Nationaal Verbond van Socialistische Mutualiteiten (NVSM); zijn Franstalige tegenhanger is Jean-Pascal Labille.

## Levensloop
Paul Callewaert studeerde sociale en politieke wetenschappen aan de Universiteit Antwerpen. Van 1994 tot 2000 was hij adjunct-directeur informatica van het Nationaal Verbond van Socialistische Mutualiteiten (NVSM), van 2000 tot 2004 algemeen secretaris van De VoorZorg Mechelen-Turnhout en van 2004 tot 2011 van De VoorZorg voor de hele provincie Antwerpen. Sinds 2012 is hij in opvolging van Guy Peeters de Nederlandstalige algemeen secretaris van het NVSM. Jean-Pascal Labille is zijn Franstalige tegenhanger.